# کوانگ‌میونگ‌سونگ-۲
کوانگ میونگ سونگ- ۲ ماهواره متعلق به کره شمالی می‌باشد که درتاریخ ۵ آوریل ۲۰۰۹ و در ساعت ۱۱:۲۰ توسط ماهواره‌بر «یونها» به فضا پرتاب شد کره شمالی پرتاب این ماهواره را موفقیت‌آمیز خواند در حالیکه آمریکا و کره جنوبی خبر از سقوط موشک همراه با محموله آن در اقیانوس آرام دادند سازمان فضایی روسیه نیز اعلام کرد که ماهواره در مدار قرار نگرفت.
پرتاب این ماهواره با مخالفت ژاپن، کره جنوبی وآمریکا مواجه شد این کشورها این اقدام کره شمالی را برنامه‌ای برای توسعه موشک‌های بالستیک این کشور دانستند. اتحادیه اروپا این اقدام کره شمالی را محکوم کرد ولی چین و روسیه در این باره سکوت اختیار کردند. کره شمالی اعلام کرده‌است که این ماهواره سروده‌هایی در تجلیل از رهبر کره شمالی به زمین مخابره کرده‌است.